# Бетті Грейбл
Елізабет Рут «Бетті» Грейбл (англ. Elizabeth Ruth «Betty» Grable; 18 грудня 1916, Сент-Луїс, США — 2 липня 1973, Санта-Моніка, США) — американська акторка кіно, телебачення та театру, танцюристка і співачка. Власниця зірки на Голлівудській алеї слави.
Знамените фото «Бетті» в купальному костюмі принесло їй в роки Другої світової війни славу однієї з найчарівніших дівчат того часу. Пізніше журнал Life включив цей знімок до списку «100 фотографій, які змінили світ». 
У Голлівуді Грейбл студія 20th Century Fox влаштовувала Грейбл численні фотосесії, щоб підкреслити її ноги. Британська компанія Lloyd's of London застрахувала ноги акторки на 1 000 000 доларів. Як казала Грейбл: «У мого успіху є дві причини, і я стою на обох».

## Фільмографія
- 1930: «Вупі!» / Whoopee! — дівчина з «Goldwyn Girls»
- 1933: «Кавалькада» / Cavalcade — дівчина на дивані
- 1934: «Веселе розлучення» / The Gay Divorcee — танцівниця
- 1934: «Студентське турне» / Student Tour — кайєнн
- 1938: «Школа свінгу» / College Swing — Бетті
- 1939: «Ніжки на мільйон доларів» / Million Dollar Legs — Керол Паркер
- 1940: «Навіть по-аргентинськи» / Down Argentine Way — Гленда Кроуфорд, або Гленда Каннінгем
- 1942: «Весна в скелястих горах» / Springtime in the Rockies — Вікі Лейн
- 1943: «Мила Розі О'Грейді» / Sweet Rosie O'Grady — Мадлен «Медж» Марлоу / Розі О'Грейді
- 1945: «Сестрички Доллі» / The Dolly Sisters — Янсі «Дженні» Доллі
- 1948: «Коли моя крихітка посміхається мені» / When My Baby Smiles at Me — Бонні Кейн
- 1953: «Як вийти заміж за мільйонера» / How to Marry a Millionaire — Локо Демпсі
- 1955: «Як бути дуже, дуже популярним» / How to Be Very, Very Popular — Бурхливе Торнадо